# Angelo Casè
Angelo Casè (* 16. Dezember 1936 in Locarno, Kanton Tessin; † 10. März 2005 in Minusio) war ein Schweizer Schriftsteller.

## Leben
Angelo Casè wuchs in Locarno auf, wo er das Gymnasium und das Lehrerseminar besuchte. Hauptberuflich war er als Primarlehrer tätig. Sein jüngerer Bruder war der Künstler Pierre Casè (1944–2022).
Er verfasste vorwiegend Gedichte. Erzählungen für Kinder sind im ESG erschienen.

## Auszeichnungen
- 1976: Einzelwerkpreis der Schweizerischen Schillerstiftung

## Werke
- Fantasie nuove. ESG, Zürich 1959
- Il Silos, Locarno 1960
- Putolà, Bollablu e Fata Zottolì. ESG, Zürich 1963
- I compagni del cribbio, Mailand 1965
- Il Mantide, Locarno 1965
  - Der Mantis. Ein Stimmungsbild aus dem Maggiatal. Deutsch von Maria Schwegler. Minusio 1981.
- Il pittore di via Monteguzzo, Locarno 1967
- Via Torrebella. ESG, Zürich 1968
- Trillinaso, Lugano 1970
- L’ora dei ramarri. ESG, Zürich 1974
- La vacanza balorda. ESG, Zürich 1975
- Le precarie certezze, Lugano 1976
- Die rote Piazza. Gedichte. Deutsch von Rita Gilli. Orte, Zürich 1976, ISBN 3-85830-002-0.
- La lunga memoria, Lugano 1978
- Un Natale di miseria, Locarno 1980
- La veglia nella stalla, Lugano 1982
- L’estate balorda del ’44, Lugano 1982
- Una lontana vigilia, Lugano 1983
- Al dunque, Locarno 1986
- Mosè Bertoni. Da Lottigna al Paraguay. ESG, Zürich 1986
- La certezza del meglio, Gordola 1988
- Fuori tiro, Locarno 1990
- Barnaba e il prato di Ceresol. ESG, Zürich 1991
- Taedium vitae. Vorwort von Gilberto Isella. Casagrande, Lugano 2005
- Racconti, Bellinzona 2010
- Il loculo, Lugano 2017